# بیل هونزلی
بیل هونزلی (انگلیسی: Bill Hounslea; ۱۵ اوت ۱۹۲۶ – مارس ۲۰۱۳ (aged 86)) بازیکن فوتبال اهل بریتانیا بود.
از باشگاه‌هایی که در آن بازی کرده‌است می‌توان به باشگاه فوتبال وینسفورد یونایتد اشاره کرد.